# Cervus albirostris
Hươu môi trắng (Cervus albirostris) là một loài động vật có vú thuộc họ Hươu nai (Cervidae), bộ Guốc chẵn (Artiodactyla). Loài này được nhà thám hiểm người Nga Nikolai Przhevalsky mô tả khoa học lần đầu tiên vào năm 1883. Các mẫu vật đầu tiên do G.W. Thorold thu thập, nên loài này còn được gọi là hươu Thorold để vinh danh ông.
Hươu môi trắng sinh sống chủ yếu ở các vùng đồng cỏ núi cao, cây bụi và rừng thưa trên cao nguyên phía đông Tây Tạng, nơi có độ cao lớn. Tên gọi "hươu môi trắng" (tiếng Trung: 白唇鹿 – Báichúnlù, tiếng Tạng: ཤྭ་བ་མཆུ་དཀར་) bắt nguồn từ đặc điểm nổi bật là các mảng lông trắng rõ rệt quanh mõm.
Loài này chia sẻ nhiều đặc điểm sinh thái với hươu đỏ (nhóm loài Cervus elaphus), đặc biệt là phân loài wallichi thường gọi là Shou.
Tính đến đầu năm 2011, có hơn 100 cá thể hươu môi trắng được nuôi giữ trong các vườn thú đăng ký trong hệ thống ISIS (nay là Species360). Trong tự nhiên, số lượng ước tính vào năm 1998 là khoảng 7.000 cá thể.

## Hình ảnh

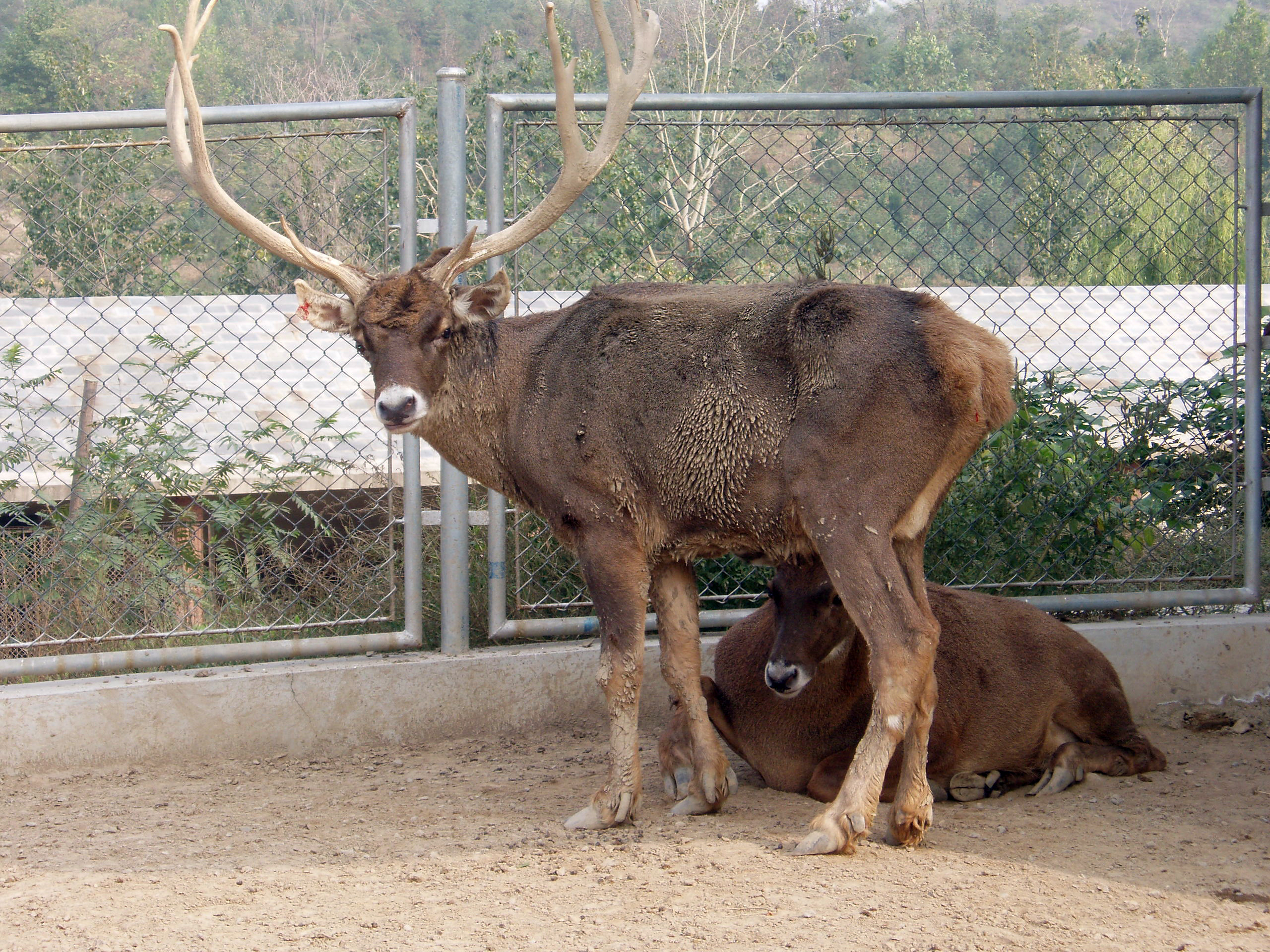
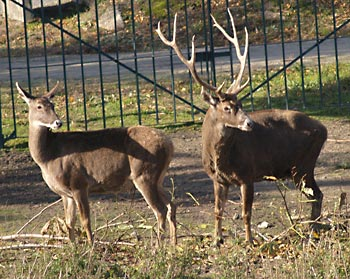
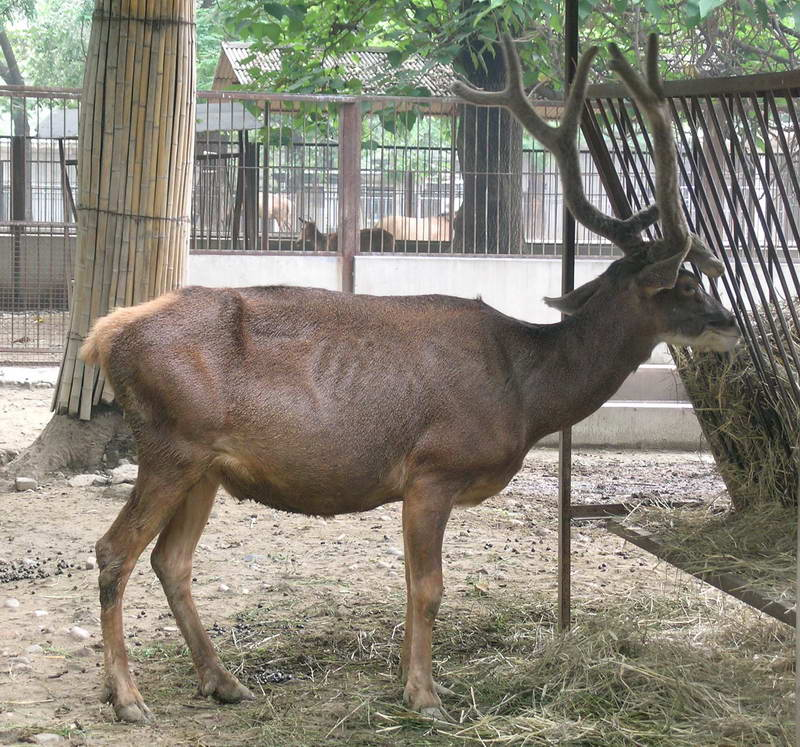
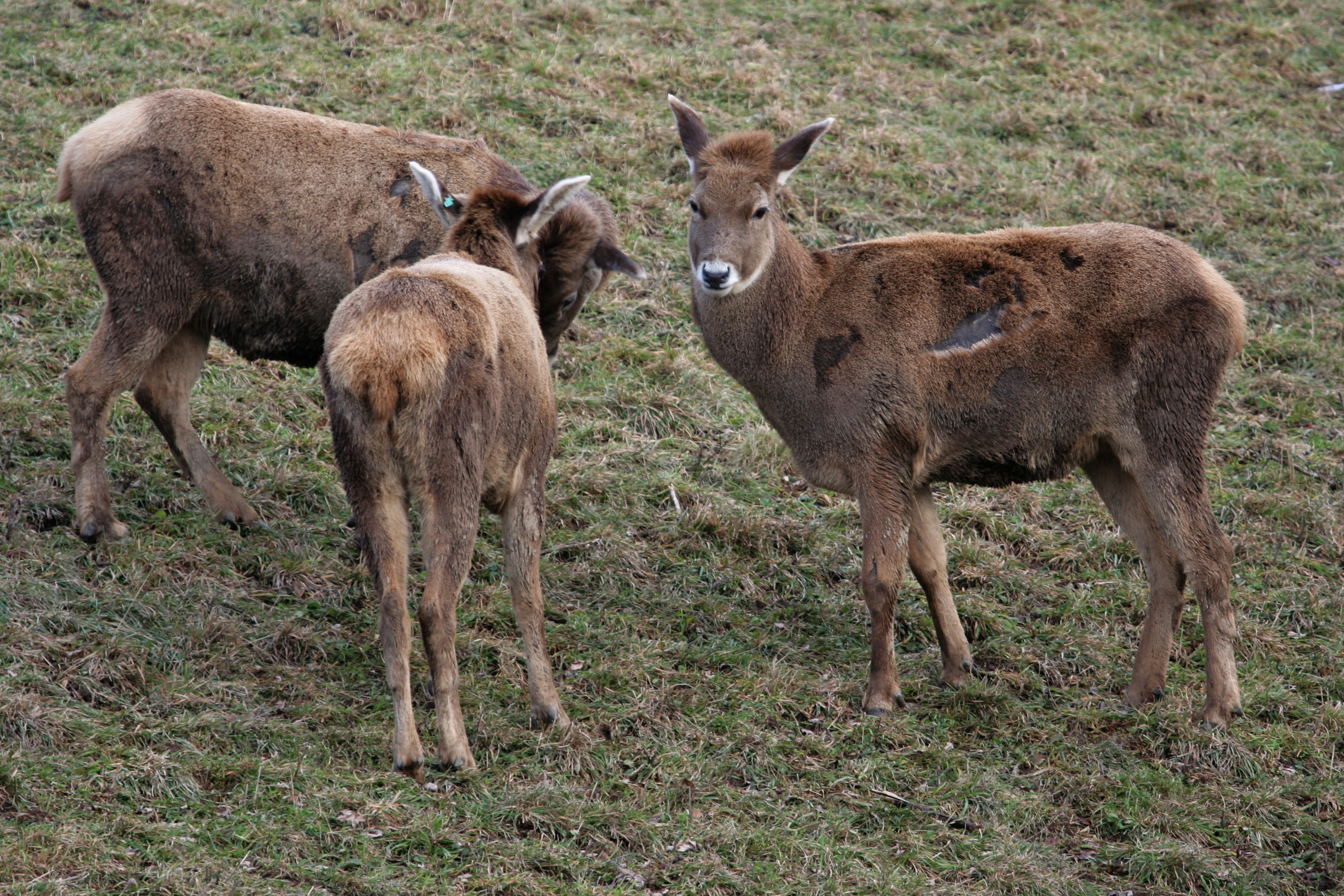